# Тимосфен
Тимосфен Родосский (др.-греч. Τιμοσθένης) — древнегреческий географ, картограф и писатель III века до н. э.
Родом с Родоса. Согласно Страбону Тимосфен сочинил мелодию под названием Пифийский ном, в котором прославляет борьбу Аполлона со змеем (драконом) Пифоном. Мелодию исполняли во время Пифийских игр. Представляла собой дуэт кифары с аккомпанирующим авлосом. Основные композиционные параметры кифаристического Пифийского нома Тимосфена позаимствованы у одноимённого авлетического нома. Автором первого авлетического нома, то есть сольного нома для авлоса, был признан авлет из Аргоса Сакад, победитель Пифийских игр 586 года до н. э. Плиний Старший утверждал, что одно время Тимосфен служил в качестве «начальника авлетов».
Наварх (начальник флота) царя Египта Птолемея Филадельфа, действовавший в Александрии около 260 года до н. э. и на основании накопившихся многочисленных знаний о торговых пунктах и портах написавший не сохранившееся географическое сочинение «О гаванях» в десяти томах, которое послужило одним из важных источников для Эратосфена. Страбон сообщал, что Тимосфена «Эратосфен хвалит предпочтительно перед всеми остальными авторами». Сам Страбон использовал сочинение Тимосфена через Артемидора Эфесского. На его записи в отношении морских расстояний приходилось полагаться географу II веке н. э. Марину, которому как невоенному человеку были недоступны карты и результаты топографических съемок Римской империи.